# 엘브스보리주

엘브스보리 주의 문장

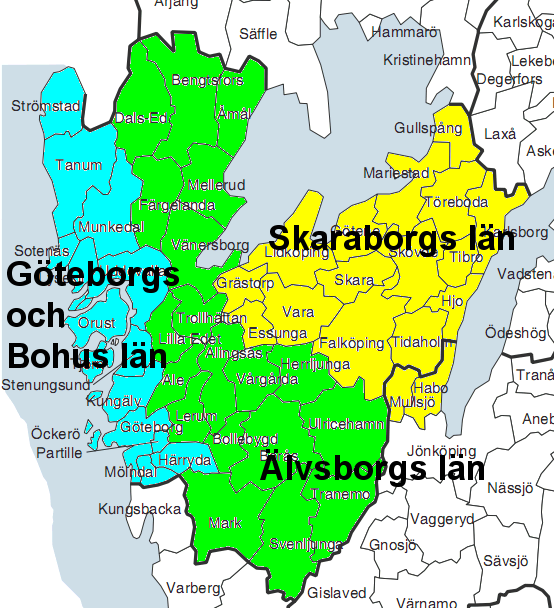
베스트라예탈란드 주로 합병된 3개 주의 위치 (초록색으로 표시된 주가 엘브스보리 주)

엘브스보리주(스웨덴어: Älvsborgs län)는 과거 스웨덴에 존재했던 주로 주도는 베네르스보리였으며 1634년부터 1997년 12월 31일까지 존재했다.
달슬란드 지방과 베스테르예틀란드 지방 중부를 차지하였으며 1998년 1월 1일을 기해 예테보리 보후스 주, 스카라보리 주와 함께 베스트라예탈란드주로 합병되면서 폐지되었다.